# Plectochorus himalayensis
Plectochorus himalayensis là một loài tò vò trong họ Ichneumonidae.